# Нові Баликли
Нові Баликли́ (рос. Новые Балыклы, башк. Яңы Балыҡлы) — село (у минулому присілок) у складі Бакалинського району Башкортостану, Росія. Входить до складу Бакалинської сільської ради.
Населення — 493 особи (2010; 569 у 2002).
Національний склад:
- татари — 44 %
- кряшени — 44 %